# Johannes Reich-Rohrwig
Johannes Reich-Rohrwig (* 4. November 1954 in Linz) ist ein österreichischer Rechtsanwalt mit den Schwerpunkten Unternehmens- und Gesellschaftsrecht und Universitätsprofessor an der Universität Wien. Er hat zahlreiche Funktionen in Aufsichts- und Stiftungsräten inne.

## Leben
Reich-Rohrwig studierte Rechtswissenschaften an der Universität Wien, promovierte 1977 zum Dr. iur und ist seit 1983 als Rechtsanwalt zugelassen. 2004 erfolgte seine Habilitation an der rechtswissenschaftlichen Fakultät der Universität Wien und ihm wurde der Titel „Universitätsprofessor“ verliehen. Anlässlich seines 60. Geburtstags wurde ihm 2014 eine von zahlreichen Rechtswissenschaftlern verfasste Festschrift überreicht.
Johannes Reich-Rohrwig ist einer der beiden Namensgeber der in Österreich und CEE vertretenen Rechtsanwaltskanzlei CMS Reich-Rohrwig Hainz. Reich-Rohrwig ist auf Wirtschafts- und Gesellschaftsrecht spezialisiert und berät in Erb- und Nachfolgefragen. Zusätzlich zu seiner Anwaltstätigkeit ist er selbst regelmäßig als Schiedsrichter oder Vorsitzender von Schiedsgerichten tätig.
Als Mitglied einer vorbereitenden Kommission im Justizministerium hat Johannes Reich-Rohrwig auf mehrere Novellen des Gesellschaftsrechts und auf die Rechtsentwicklung des GmbH-Rechts Einfluss genommen: So sind die Ausweitung der Abberufungsklage gegen Fremd-Geschäftsführer einer GmbH (§ 16 Abs. 2), die Regelung des Rücktritts (§ 16a), die Auskunftspflicht der Geschäftsführer (§ 24a), die Ausweitung der Abberufung von Aufsichtsratsmitgliedern aus wichtigem Grund (§ 30b Abs. 5) und die vereinfachte Kapitalherabsetzung (§§ 54ff GmbH-Gesetz) durch das iRÄG 1997 auf seine Anregungen zurückzuführen. Weiters hat er an der Reform des Umgründungsrechts (Verschmelzung, Spaltung, Umwandlung) durch das EU-GesRÄG 1996 im Arbeitsausschuss des BMJ mitgewirkt und dazu auch ein Buch veröffentlicht. Im Jahr 2015 beriet Reich-Rohrwig bei der gesetzlichen Einführung der Business Judgement Rule in § 84 AktG und § 25 GmbHG.
2021 arbeitete Reich-Rohrwig gemeinsam mit Ph. Kinsky und S.-F. Kraus im Auftrag des österreichischen Bundesministeriums für Digitalisierung und Wirtschaftsstandort ein Regelungskonzept für die Einführung einer start-up- und investorenfreundlichen Rechtsform einer neuen Kapitalgesellschaft aus, dessen Vorschläge nun im Flexible Kapitalgesellschafts Gesetz weitgehend umgesetzt sind.
1987 wirkte Reich-Rohrwig an der Gründung der österreichischen Zeitschrift Wirtschaftsrechtliche Blätter mit, 1990 war er einer der Gründer der Zeitschrift für Wirtschaftsrecht ecolex und ist dort seither Leiter des Fachbereichs Gesellschaftsrecht.
In den Jahren 2008, 2015 und 2022 hat Reich-Rohrwig im Wiener Kommentar zum GmbH-Gesetz die Haftung (Verantwortlichkeit) des GmbH-Geschäftsführers umfangreich kommentiert. 2018 verfasste Reich-Rohrwig die Kommentierung der §§70 bis 85 Aktiengesetz über die Rechtsstellung, Aufgaben und Verantwortlichkeit des Vorstandes von Aktiengesellschaften in dem von Artmann/Karollus herausgegebenen Kommentar zum österreichischen AktG.
Im Rahmen seiner Lehrtätigkeit am Institut für Unternehmens- und Wirtschaftsrecht der Universität Wien hält Reich-Rohrwig Vorlesungen zu folgenden Themen: Schwerpunkte des Kapitalgesellschaftsrechts, Flexible Kapitalgesellschaft und GmbH, M&A Vertragsgestaltung sowie praktische Vertragsgestaltung im Unternehmens- und Gesellschaftsrecht.
Als Fach(buch)-Autor hat Johannes Reich-Rohrwig mehr als 250 Publikationen verfasst. Sowohl sein erstes Buch Das österreichische GmbH Recht aus dem Jahr 1983 (2. Auflage Bd. I, 1996) als auch seine Habilitationsschrift über Grundsatzfragen der Kapitalerhaltung bei AG, GmbH sowie GmbH & Co. KG aus dem Jahr 2004 gelten als richtungsweisend. Der österreichische Oberste Gerichtshof hat sich in zahlreichen Fällen auf die von Reich-Rohrwig vertretenen Rechtsauffassungen berufen.
Johannes Reich-Rohrwig ist Mitglied des Vorstands der STEP, Society of Trust and Estate Practitioners in Wien.

## Publikationen (Auswahl)
- Das österreichische GmbH-Recht, 1. Auflage, MANZ 1983; 2. Auflage, Band 1, MANZ 1997
- Erbrecht: Richtig vererben, richtig schenken, Fehler vermeiden, 2. Auflage, Linde 2020
- EU-Gesellschaftsrechtsänderungsgesetz, MANZ 1996
- Unternehmens- und Anteilsübertragung aus zivil- und gesellschaftsrechtlicher Sicht in Unternehmensnachfolge, hrsg. von Bank Austria, 1999, 10 ff
- Sanierung durch vereinfachte Kapitalherabsetzung und -erhöhung, GesRZ 2001, 69 ff
- Grundsatzfragen der Kapitalerhaltung bei AG, GmbH sowie GmbH & Co KG, MANZ, 2004
- Societas Europea – SE, MANZ 2006
- Kapitalerhöhung bei der börsennotierten AG in Österreich, Festschrift für Günther H. Roth (2011) 635 ff
- Handbuch Generalversammlung der GmbH, gemeinsam herausgegeben mit Dr. Ginthör und Dr. Gratzl, 2. Auflage, MANZ 2021 (im Druck)
- Auslegung und Reichweite von Bilanzgarantien, in Althuber/Schopper (Hrsg.), Handbuch Unternehmenskauf, 2. Auflage (2015), 391ff
- Vertragspraxis beim Zinshaus-Kauf, immolex 2020, 374ff
- Eine start-up-freundliche Rechtsform, Manz 2021, gemeinsam mit Dr. Ph. Kinsky und Prof. Dr. S.-F. Kraus
- Flexible Kapitalgesellschaft, Manz Verlag Wien 2024, gemeinsam mit Dr. Ph. Kinsky, Dr. A. Reich-Rohrwig und Dr. A. Kurz.

## Belege
1. ↑  Rechtsanwaltskammer Wien. Abgerufen am 2. August 2016.
2. ↑  Festschrift Johannes Reich-Rohrwig - MANZ Verlag. Abgerufen am 9. August 2016.
3. ↑  Schiedsrichter des Ständigen Schiedsgericht der VIAC. Abgerufen am 10. Oktober 2023.
4. ↑  Regierungsvorlage EU-Gesellschaftsrechtsänderungsgesetz 1996. S. 53, abgerufen am 2. August 2016.
5. ↑  Der Springer-Verlag: Katalog Seiner Zeitschriften 1843–1992. Abgerufen am 2. August 2016.
6. ↑  ecolex: Fachzeitschrift für Wirtschaftsrecht. Abgerufen am 2. August 2016.
7. ↑  Institut für Unternehmens- und Wirtschaftsrecht Universität Wien. Abgerufen am 2. August 2016.
8. ↑  OGH Entscheidung vom 22.02.1990, 7 Ob 539/90. Abschnitt Rechtliche Beurteilung. Abgerufen am 20. Oktober 2023.
9. ↑  OGH Entscheidung vom 07.11.2007,  6 Ob 235/07p. Abschnitt Rechtliche Beurteilung. Abgerufen am 20. Oktober 2023.
10. ↑  OGH Entscheidung vom 29.05.2008,  2 Ob 225/07p. Abschnitt Rechtliche Beurteilung. Abgerufen am 20. Oktober 2023.
11. ↑  OGH Entscheidung vom 09.06.2009, 5 Ob 93/09a. Abschnitt Rechtliche Beurteilung. Abgerufen am 20. Oktober 2023.
12. ↑  OGH Entscheidung vom  30.03.2011, 7 Ob 77/10i. Abschnitt Rechtliche Beurteilung. Abgerufen am 20. Oktober 2023.
13. ↑  OGH Entscheidung vom 13.10.2011, 6 Ob 202/10i,. Abschnitt Rechtlicher Beschluss. Abgerufen am 20. Oktober 2023.
14. ↑  OGH Entscheidung vom 13.10.2011,  6 Ob 204/11k. Abschnitt Rechtliche Beurteilung. Abgerufen am 20. Oktober 2023.
15. ↑  OGH Entscheidung vom 13.09.2012, 6 Ob 110/12p. Abschnitt Rechtliche Beurteilung. Abgerufen am 20. Oktober 2023.
16. ↑  OGH Entscheidung vom 31.01.2013,  6 Ob 100/12t. Abschnitt Rechtliche Beurteilung. Abgerufen am 20. Oktober 2023.
17. ↑  OGH Entscheidung vom 01.09.2015, 6 Ob 3/15g. Abschnitt Rechtliche Beurteilung. Abgerufen am 20. Oktober 2023.
18. ↑  OGH Entscheidung vom 31.07.2015, 6 Ob 139/15g. Abschnitt Rechtliche Beurteilung. Abgerufen am 20. Oktober 2023.
19. ↑  OGH Entscheidung vom 23.02.2016, 6 Ob 160/15w. Abschnitt Rechtliche Beurteilung. Abgerufen am 20. Oktober 2023.
20. ↑  OGH Entscheidung vom 23.02.2016, 6 Ob 171/15p. Abschnitt Rechtliche Beurteilung. Abgerufen am 20. Oktober 2023.
21. ↑  OGH Entscheidung vom 30.08.2016, 6 Ob 198/15h. Abschnitt Rechtliche Beurteilung. Abgerufen am 20. Oktober 2023.
22. ↑  OGH Entscheidung vom 30.08.2016, 8 Ob 62/16z. Abschnitt Rechtliche Beurteilung. Abgerufen am 20. Oktober 2023.
23. ↑  OGH Entscheidung vom 26.04.2016, 6 Ob 72/16f. In: Abschnitt Rechtliche Beurteilung. Abgerufen am 20. Oktober 2023.
24. ↑  OGH Entscheidung vom 20.07.2016, 6 Ob 80/16g. Abschnitt Rechtliche Beurteilung. Abgerufen am 20. Oktober 2023.
25. ↑  OGH Entscheidung vom 26.09.2017, 6 Ob 164/16k. Abschnitt Rechtliche Beurteilung. Abgerufen am 20. Oktober 2023.
26. ↑  OGH Entscheidung vom 07.07.2017, 6 Ob 165/16g. Abschnitt Rechtliche Beurteilung. Abgerufen am 20. Oktober 2023.
27. ↑  OGH Entscheidung vom 29.11.2016, 6 Ob 214/16p. Abschnitt Rechtliche Beurteilung. Abgerufen am 20. Oktober 2023.
28. ↑  OGH Entscheidung vom 27.02.2017, 6 Ob 253/16y. Abschnitt Rechtliche Beurteilung. Abgerufen am 20. Oktober 2023.
29. ↑  OGH Entscheidung vom 21.12.2017, 6 Ob 104/17p. Abschnitt Rechtliche Beurteilung. Abgerufen am 20. Oktober 2023.
30. ↑  OGH Entscheidung vom 28.02.2018, 6 Ob 11/18p. Abschnitt Rechtliche Beurteilung. Abgerufen am 20. Oktober 2023.
31. ↑  OGH Entscheidung vom 21.03.2019, 6 Ob 183/18g. Abschnitt Rechtliche Beurteilung. Abgerufen am 20. Oktober 2023.
32. ↑  OGH Entscheidung vom 20.12.2018, 6 Ob 195/18x. Abschnitt Rechtliche Beurteilung. Abgerufen am 20. Oktober 2023.
33. ↑  OGH Entscheidung vom 29.04.2019, 8 ObA 12/19a. Abschnitt Rechtliche Beurteilung. Abgerufen am 20. Oktober 2023.
34. ↑  OGH Entscheidung vom 27.02.2019, 6 Ob 29/19m. Abschnitt Rechtliche Beurteilung. Abgerufen am 20. Oktober 2023.
35. ↑  OGH Entscheidung vom 25.04.2019, 6 Ob 35/19v. In: Abschnitt Rechtliche Beurteilung. Abgerufen am 20. Oktober 2023.
36. ↑  OGH Entscheidung vom 21.03.2019, 6 Ob 43/19w. Abschnitt Rechtliche Beurteilung. Abgerufen am 20. Oktober 2023.
37. ↑  OGH Entscheidung vom 18.12.2020, 8 ObA 80/19a. Abschnitt Rechtliche Beurteilung. Abgerufen am 20. Oktober 2023.
38. ↑  OGH Entscheidung vom 20.02.2020, 6 Ob 166/19h. Abschnitt Rechtliche Beurteilung. Abgerufen am 20. Oktober 2023.
39. ↑  OGH Entscheidung vom 23.09.2020, 6 Ob 28/20s. Abschnitt Rechtliche Beurteilung. Abgerufen am 20. Oktober 2023.
40. ↑  OGH Entscheidung vom 22.10.2020, 6 Ob 33/20a. Abschnitt Rechtliche Beurteilung. Abgerufen am 20. Oktober 2023.
41. ↑  OGH Entscheidung vom 03.08.2021, 8 ObA 109/20t. Abschnitt Rechtliche Beurteilung. Abgerufen am 20. Oktober 2023.
42. ↑  OGH Entscheidung vom 09.12.2020, 6 Ob 119/20y. Abschnitt Rechtliche Beurteilung. Abgerufen am 20. Oktober 2023.
43. ↑  OGH Entscheidung vom 18.02.2021, 6 Ob 155/20t. Abschnitt Rechtliche Beurteilung. Abgerufen am 20. Oktober 2023.
44. ↑  OGH Entscheidung vom 18.02.2021, 6 Ob 207/20i. Abschnitt Rechtliche Beurteilung. Abgerufen am 20. Oktober 2023.
45. ↑  OGH Entscheidung vom 06.04.2022, 6 Ob 108/21g. Abschnitt Rechtliche Beurteilung. Abgerufen am 20. Oktober 2023.
46. ↑  OGH Entscheidung vom 18.03.2022, 6 Ob 236/21f. Abschnitt Rechtliche Beurteilung. Abgerufen am 20. Oktober 2023.
47. ↑  OGH Entscheidung vom 17.10.2022, 6 Ob 183/22p. Abschnitt Rechtliche Beurteilung. Abgerufen am 20. Oktober 2023.

| Personendaten    | Personendaten                               |
| ---------------- | ------------------------------------------- |
| NAME             | Reich-Rohrwig, Johannes                     |
| KURZBESCHREIBUNG | österreichischer Jurist und Hochschullehrer |
| GEBURTSDATUM     | 4. November 1954                            |
| GEBURTSORT       | Linz                                        |